# Kim Young-joo (arbitre)
Pour les articles homonymes, voir Kim et Kim Young-joo.
Kim Young-Joo (김영주), né le 30 décembre 1957, est un ancien arbitre sud-coréen de football. Il débuta en 1988, puis fut arbitre international de 1994 à 2002.

## Carrière
Il a officié dans des compétitions majeures : 
- Coupe d'Asie des nations de football 1996 (3 matchs)
- Coupe du monde de football des moins de 20 ans 1997 (3 matchs)
- CAN 1998 (2 matchs)
- Coupe du Tigre 1998 (finale)
- Coupe des confédérations 1999 (2 matchs)
- Coupe d'Asie des nations de football 2000 (2 matchs)
- Coupe du monde de football de 2002 (1 match)